# Новоспаська Надія Костянтинівна
Надія Костянтинівна Новоспаська (* 11 серпня (31 липня ст. ст.) 1877, Вовчанськ, — † 2 лютого 1962, Чимкент) — артистка опери (лірико-драматичне сопрано).

## Біографічні дані
Надія Новоспаська народилася в сім'ї інспектора народних училищ, статського радника Костянтина Новоспаського. У неї було три сестри, з яких вона була найближча з найстаршою — Ольгою. Закінчивши Вовчанську гімназію, 1894 року вступила до Московської консерваторії (клас співу). Навчалась у Леоне Джиральдоні, Камілло Еверарді та Єлизавети Лавровської. Закінчивши у 1901-му консерваторію з великою срібною медаллю, того ж року підписала контракт з Київською оперою, артисти якої перебували в Москві на гастролях, й у 1901-му дебютувала в цьому театрі на умовах антрепризи в Михайла Бородая. Далі співала в Одесі (1902—1903), Москві (театр Гаврила Солодовникова, з 1903-го) й Києві (до 1907-го). Володіла гнучким голосом широкого діапазону. Мала в репертуарі близько сорока різнохарактерних партій. Після Жовтневого перевороту викладала в Київській народній консерваторії.
Партнерами Надії Новоспаської були, зокрема, А. Ф. Арцимович, І. Барсов, А. Г. Борисенко, Софія Друзякіна, Федір Ернст, Олена Ковелькова, Володимир Лосський, А. Матвєєв, Н. Н. Миронов, Олена Цвєткова, Федір Шаляпін, М. А. Шевельов. Співала під диригуванням Миколи Кочетова, Арнольда Маргуляна, Івана Паліцина та інших.
На початку 1900-х років вийшла заміж за Анатолія Савенка. У подружжя було четверо дітей: Борис Савенко (1904—1920), помер в еміграції на грецькому острові Халкі,
Тетяна Савенко; Ірина Савенко (* 1909) — письменниця, авторка книжки спогадів про батька «Уві сні і наяву»; Наталія Савенко.

## Партії
Антонида, Горислава, Наташа («Русалка» Олександра Даргомижського), Ярославна («Князь Ігор» Олександра Бородіна), Марина Мнішек ("Борис Годунов " Модеста Мусоргського), Тамара («Демон» Антона Рубінштейна), Маша («Дубровський» Едуарда Направника), Олена («Купець Калашников» Антона Рубінштейна), Ноемі і Клеопатра («Маккавеї» Антона Рубінштейна), Криза і Поппея («Нерон» Антона Рубінштейна), Ліза («Пікова дама» Петра Чайковського), Марія («Мазепа» Петра Чайковського), Наталя («Опричник» Петра Чайковського), Тетяна, Іоланта, кума Настасія, Іоанна Д'Арк, Купава, Домна Сабурова і Марфа («Царева наречена»), Ганна («Майська ніч»), Маргарита («Фауст»), Леонора («Трубадур»), Дездемона («Отелло» Джузеппе Верді), Аїда, Амелія, Мікаела, Сантуцці, Недда, Галька, Шарлотта («Вертер»), Єлизавета і Венера («Тангейзер»).